# Brentwood (Maryland)
Pour les articles homonymes, voir Brentwood.
Brentood est une ville du comté du Prince George dans l'état du Maryland, dans la banlieue est de Washington.
Sa population était de 3 046 habitants en 2010.